# Dołubowo
Dołubowo – wieś w Polsce, położona w województwie podlaskim, w powiecie siemiatyckim, w gminie Dziadkowice.
Miejscowość jest siedzibą rzymskokatolickiej Parafii Świętych Apostołów Piotra i Pawła w dekanacie Brańsk. Prawosławni mieszkańcy wsi należą do parafii Opieki Matki Bożej w Czarnej Cerkiewnej.
W latach 1952–1954 miejscowość była siedzibą gminy Dołubowo. W latach 1954–1961 wieś należała i była siedzibą władz gromady Dołubowo, po jej zniesieniu w gromadzie Czarna Średnia. W latach 1975–1998 miejscowość administracyjnie należała do województwa białostockiego.

## Części wsi
| SIMC    | Nazwa      | Rodzaj    |
| ------- | ---------- | --------- |
| 0028211 | Zakościele | część wsi |

## Historia
- 31 października 1465 r., sędzia brański Wit Łyczko ufundował kościół pod wezwaniem Najświętszej Marii Panny Miłosierdzia oraz śś. Piotra i Pawła[7].
- Połowa XV wieku. – wieś założona przez rodzinę Łyczków-Dołubowskich, którzy postawili tu dwór.
- 1465 - zbudowano kościół.
- 2. połowa XVII wieku - własność Arnolda Łaguny, który zamierzał założyć tu miasto.
- XVIII wiek - własność Orzeszków, potem Markowskich i Karwowskich (za sprawą zamążpójścia córek Orzeszków).
- 2. połowa XIX wieku - w posiadaniu Pieńkowskich.
- 1907 - sprzedane Stanisławowi Jakubowi Łowickiemu.
- W latach 20. XX wieku powstał w Dołubowie cmentarz wojenny, gdzie pogrzebano nieznanych polskich żołnierzy poległych w 1920. Liczba pochowanych osób jest nieznana. W centralnej części cmentarza umieszczono krzyż i kamień z napisem: 'TU LEŻĄ ŻOŁNIERZE POLSCY POLEGLI ZA OJCZYZNĘ W 1920 R.'
- W latach 1939–1945 nieopodal Dołubowa funkcjonowało lotnisko wojskowe, wykorzystywane na przemian przez radzieckie i niemieckie lotnictwo.[potrzebny przypis]

## Dwór w Dołubowie
Pierwszy dwór w Dołubowie powstał w XV wieku. W 1661 roku właścicielem majątku został towarzysz pancerny Arnolf Łaguna. W II połowie XIX w. całe Dołubowo stało się własnością Jana Pieńkowskiego. W istniejącym ówcześnie dworze urodził się znany pod koniec XIX wieku malarz Ignacy Pieńkowski. W 1907 r. liczący 668 ha majątek Dołubowo od Saturnina Klemensa Pieńkowskiego kupił Stanisław Łowicki, który w 1912 r. wzniósł tu istniejący do dzisiaj drewniany dwór. Był on wraz z żoną Marią z Czarkowskich właścicielem Dołubowa do 1939 roku. Ich synowie Stanisław junior i Władysław służyli we wrześniu 1939 r. w 42. Pułku Piechoty w Białymstoku, a następnie zostali wzięci do niewoli przez Sowietów i osadzeni w obozie jenieckim w Kozielsku, skąd trafili później do Katynia, gdzie zostali zamordowani w kwietniu 1940 r. W 1944 r. majątek rozparcelowano, przy czym część zabudowań przypadła dawnej służbie dworskiej. Część ozdobną ogrodu wraz z dworem przekazano szkole podstawowej działającej we dworze jeszcze w 1995 roku. Dwór jest wpisany do rejestru zabytków pod numerem 629 z 30.12.1986 roku, a otaczający go park z 2 poł. XIX, pod nr rej.:402 z 2.08.1977.

## Inne zabytki
- zespół kościoła parafialnego, nr rej.:A-46 z 14.10.1994;
  - kościół Świętych Apostołów Piotra i Pawła, 1901-1904
  - kostnica, 1905
  - cmentarz kościelny
  - ogrodzenie z bramą i bramkami, 1905